# Israelische Eishockeyliga 2001/02
Die Saison 2001/02 war die neunte Spielzeit der israelischen Eishockeyliga, der höchsten israelischen Eishockeyspielklasse. Meister wurde zum insgesamt zweiten Mal in der Vereinsgeschichte der HC Ma’alot.

## Modus
In der Hauptrunde absolvierte jede der fünf Mannschaften insgesamt 16 Spiele. Die vier bestplatzierten Mannschaften qualifizierten sich für die Playoffs, in denen der Meister ausgespielt werden sollte. Aufgrund der angespannten Sicherheitslage verzichtete man jedoch auf die Austragung der Playoffs und der Erstplatzierte der Hauptrunde wurde zum Meister ernannt. Für einen Sieg erhielt jede Mannschaft zwei Punkte, bei einem Unentschieden gab es ein Punkt und bei einer Niederlage null Punkte.

## Hauptrunde
|    | Klub                | Sp | Tore  | Punkte |
| -- | ------------------- | -- | ----- | ------ |
| 1. | HC Ma’alot          | 16 | 89:38 | 29     |
| 2. | HC Maccabi Amos Lod | 16 | 70:42 | 26     |
| 3. | HC Metulla          | 16 | 48:39 | 14     |
| 4. | Haifa Hawks         | 16 | 24:52 | 8      |
| 5. | HC Bat Yam          | 16 | 23:83 | 3      |

Sp = Spiele, S = Siege, U = Unentschieden, N = Niederlagen